# Distretto di Sawa
Il distretto di Sawa (佐波郡, Sawa-gun?) è uno dei distretti della prefettura di Gunma, in Giappone.
Attualmente fa parte del distretto solo il comune di Tamamura.
| Controllo di autorità | VIAF (EN) 257222243 · NDL (EN, JA) 00362809 |